# Sorbus balatonica
Sorbus balatonica är en rosväxtart som beskrevs av Karpati. Sorbus balatonica ingår i släktet oxlar, och familjen rosväxter. Inga underarter finns listade i Catalogue of Life.